# ميخائيل نورتن
ميخائيل نورتن (بالإنجليزية: Michael Norton)‏ هو محامي وقاضي وسياسي أمريكي، ولد في 25 ديسمبر 1837 في نيويورك في الولايات المتحدة، وتوفي في 23 أبريل 1889. حزبياً، نشط في الحزب الديمقراطي. وقد انتخب عضو جمعية ولاية نيويورك وانتخب عضو مجلس ولاية نيويورك.